# 螺鈿迷宮
『螺鈿迷宮』（らでんめいきゅう）は、2006年11月に角川書店から刊行された海堂尊の長編小説。2013年7月に文庫化されている。

## 概要
『チーム・バチスタの栄光』から始まる『田口・白鳥シリーズ』の2作目の『ナイチンゲールの沈黙』作中のある事件に間接的に関わった、碧翠院桜宮病院を舞台とした作品である。
「チーム・バチスタの栄光」を応募していた『このミステリーがすごい!』大賞の二次選考通過の連絡がなかったため、落選だと思った著者が、本作を江戸川乱歩賞に応募したが、一次選考を通過できなかったというエピソードがある。出版されているものは後に大幅に改稿したものである。
執筆時のBGMは、明日香「花ぬすびと」、ポルノグラフィティ「シスター」。

## ストーリー
東城大学医学部の学生である天馬大吉は、複数の人物からの依頼で終末医療専門病院であると共に、黒いウワサが絶えない碧翠院桜宮病院にボランティアとして潜入する事になった。だが、天馬は潜入から半日で姫宮によって怪我を負いボランティアから入院患者となる。
天馬は桜宮病院の医師達や他の入院患者達と関わるなかで、あまりにも急速すぎる入院患者の死に対して桜宮病院への疑問を抱くようになる。

## 登場人物

### 東城大学医学部関係者
天馬大吉
東城大学医学部三回生（ただし三度目）。両親と幼い頃に事故で死別し、その事故で受け取った遺産をすり減らしつつ、東城大学医学部前の雀荘に入り浸る堕落した日々を送る。本人も認める幾度も災難に見舞われてしまうほどのツキの無さの持ち主で、葉子から「アンラッキー・トルネード」という渾名をつけられている。
白鳥圭輔
東城大学医学部が碧翠院桜宮病院に派遣した皮膚科の医師。常識はずれの診察方法をはじめとする不審な行動や、すみれが東城大学の兵藤から入手した「皮膚科に白鳥という医師はいない」という情報により、天馬を含めた桜宮病院関係者に偽医者か、若しくは東城大学医学部が送り込んだ自爆テロ要員として疑われる。
姫宮香織
東城大学医学部付属病院のICUからの推薦と言う形で派遣された看護師。数々の医療機器（主に注射器）の破壊により「ターミネーター」の異名を持ち、担当患者は1週間以内に死亡するという不吉なジンクスがある。東城大学医学部付属病院では、「失敗（ミス）・ドミノ」と呼ばれていた。

### 碧翠院桜宮病院関係者
桜宮巖雄
桜宮病院の院長。徴兵時に南方戦線で医師としての人生を歩みだした異色の経歴の持ち主。姫宮によって負傷させられた天馬に対し手荒いが的確な外科治療を行なう。クソッタレが口癖。最近は外科治療の機会が無いとぼやいていたが、他の作品では総合外科学教室では数少ない食道癌手術の執刀経験者であることが明かされるなど、外科医としての能力は高い。
桜宮華緒
碧翠院の院長で巖雄の妻。バラの栽培を得意としている。
桜宮葵
巌雄の長女。故人。エンバーミングを施されている。
桜宮すみれ
碧翠院の副院長。巌雄の三女。桜宮小百合の双子の妹。東城大学医学部関係者の間では「わがままバイオレット」や「桜宮病院の爆弾娘」と呼ばれており、週2回東城大学医学部へ研修に行っている。白鳥が兵藤ルートで入手した情報では医局内で見かけないと言う。
桜宮小百合
桜宮病院の副院長。巌雄の次女。桜宮すみれの双子の姉。レディ・リリィ。

### メディカル・アソシエイツ関係者
結城
企業舎弟ではないかと疑われている「メディカル・アソシエイツ」の代表者。東城大学医学部付属病院の田口公平や速水晃一と面識がある。
立花善次
メディカル・アソシエイツの社員。恐喝目的で桜宮病院を調査していたが、厳雄院長と面会すると言う連絡を最後に消息不明となる。茜からは「善ちゃん」と呼ばれる。

### その他
別宮葉子
天馬の幼馴染で、時風新報分室で社会部主任補佐を務める。天馬をあちら此方に売り飛ばした張本人。弱小新聞の社員であるが、ある事件の際に容疑者の情報を嗅ぎ付けたり、厚生労働省方面にパイプを持つ等、新聞記者としての能力は高い。天馬からは「ハコ」と呼ばれている。彼女の名前と記事は他作品にも登場している。
立花茜
結城の娘で行方不明の立花善次の妻。

## 書籍情報
- 単行本：2006年11月30日発売[1]、角川書店、ISBN 978-4-04-873739-5
- 文庫本（上）：2008年11月22日発売[2]、角川文庫、ISBN 978-4-04-390901-8
- 文庫本（下）：2008年11月22日発売[4]、角川文庫、ISBN 978-4-04-390902-5
- 文庫本新装版：2013年7月25日発売[5]、角川文庫、ISBN 978-4-04-100917-8

## テレビドラマ
『チーム・バチスタ4 螺鈿迷宮』（チーム・バチスタ4 らでんめいきゅう）は、関西テレビの制作により2014年1月7日から3月18日までフジテレビ系列で毎週火曜日の22時 - 22時54分に放送されていた日本のテレビドラマ。
上記のとおり、原作は田口・白鳥シリーズの外伝作品で主人公は天馬大吉だが、ドラマではチーム・バチスタシリーズ第4作として制作され、主人公も田口と白鳥に変更されている。関西テレビ放送開局55周年記念ドラマ。。